# Franleu
Franleu és un municipi francès situat al departament del Somme i a la regió dels Alts de França. L'any 2007 tenia 511 habitants.

## Demografia

### Població

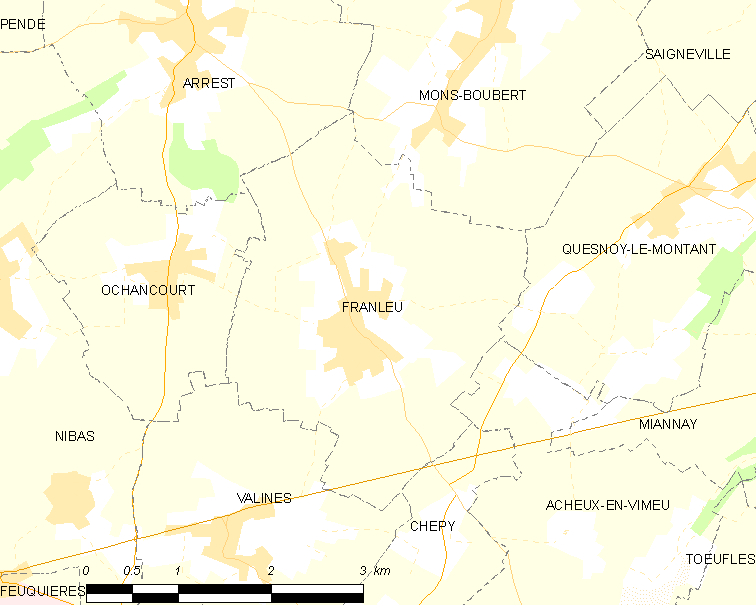

El 2007 la població de fet de Franleu era de 511 persones. Hi havia 196 famílies de les quals 41 eren unipersonals (12 homes vivint sols i 29 dones vivint soles), 65 parelles sense fills, 61 parelles amb fills i 29 famílies monoparentals amb fills.
La població ha evolucionat segons el següent gràfic:
Habitants censats

### Habitatges
El 2007 hi havia 227 habitatges, 203 eren l'habitatge principal de la família, 12 eren segones residències i 13 estaven desocupats. 202 eren cases i 22 eren apartaments. Dels 203 habitatges principals, 156 estaven ocupats pels seus propietaris, 41 estaven llogats i ocupats pels llogaters i 6 estaven cedits a títol gratuït; 11 tenien dues cambres, 35 en tenien tres, 71 en tenien quatre i 86 en tenien cinc o més. 122 habitatges disposaven pel capbaix d'una plaça de pàrquing. A 101 habitatges hi havia un automòbil i a 76 n'hi havia dos o més.

### Piràmide de població

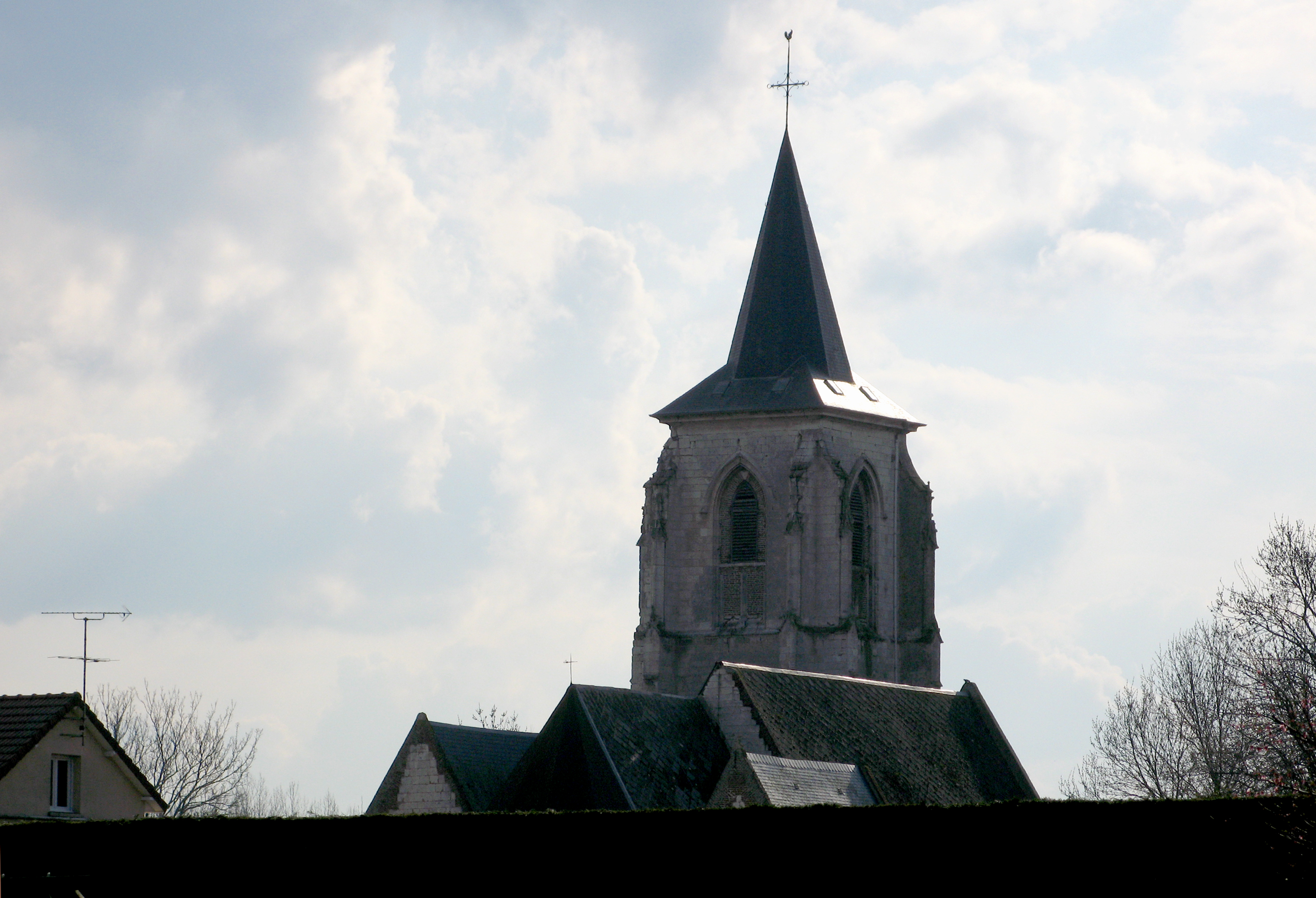

La piràmide de població per edats i sexe el 2009 era:
| Homes | Edats   | Dones |
| ----- | ------- | ----- |
| 0     | 95 o +  | 0     |
| 4     | 90 a 94 | 0     |
| 4     | 85 a 89 | 0     |
| 0     | 80 a 84 | 8     |
| 4     | 75 a 79 | 8     |
| 4     | 70 a 74 | 8     |
| 12    | 65 a 69 | 12    |
| 20    | 60 a 64 | 16    |
| 16    | 55 a 59 | 20    |
| 20    | 50 a 54 | 8     |
| 20    | 45 a 49 | 24    |
| 16    | 40 a 44 | 8     |
| 24    | 35 a 39 | 24    |
| 8     | 30 a 34 | 16    |
| 40    | 25 a 29 | 28    |
| 12    | 20 a 24 | 12    |
| 28    | 15 a 19 | 20    |
| 20    | 10 a 14 | 12    |
| 12    | 5 a 9   | 8     |
| 16    | 0 a 4   | 12    |

## Economia

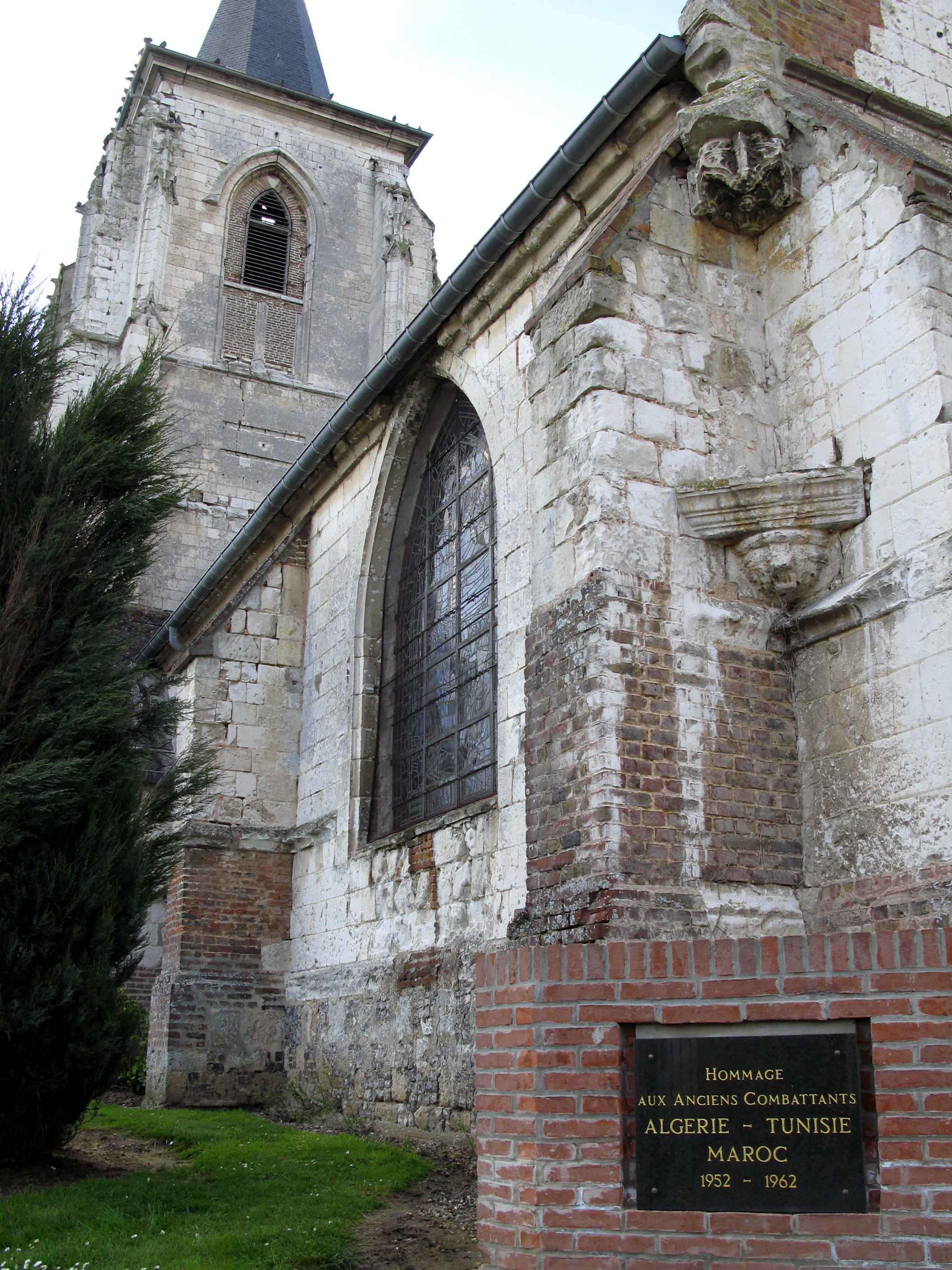

El 2007 la població en edat de treballar era de 336 persones, 241 eren actives i 95 eren inactives. De les 241 persones actives 215 estaven ocupades (126 homes i 89 dones) i 26 estaven aturades (9 homes i 17 dones). De les 95 persones inactives 23 estaven jubilades, 33 estaven estudiant i 39 estaven classificades com a «altres inactius».

### Ingressos
El 2009 a Franleu hi havia 204 unitats fiscals que integraven 489 persones, la mediana anual d'ingressos fiscals per persona era de 16.033 €.

### Activitats econòmiques
Dels 13 establiments que hi havia el 2007, 2 eren d'empreses extractives, 1 d'una empresa de fabricació d'altres productes industrials, 5 d'empreses de construcció, 3 d'empreses de comerç i reparació d'automòbils, 1 d'una empresa d'hostatgeria i restauració i 1 d'una empresa de serveis.
Dels 6 establiments de servei als particulars que hi havia el 2009, 1 era un taller de reparació d'automòbils i de material agrícola, 1 paleta, 1 fusteria, 2 lampisteries i 1 electricista.
L'únic establiment comercial que hi havia el 2009 era una botiga d'electrodomèstics.
L'any 2000 a Franleu hi havia 23 explotacions agrícoles que ocupaven un total de 1.166 hectàrees.

## Equipaments sanitaris i escolars

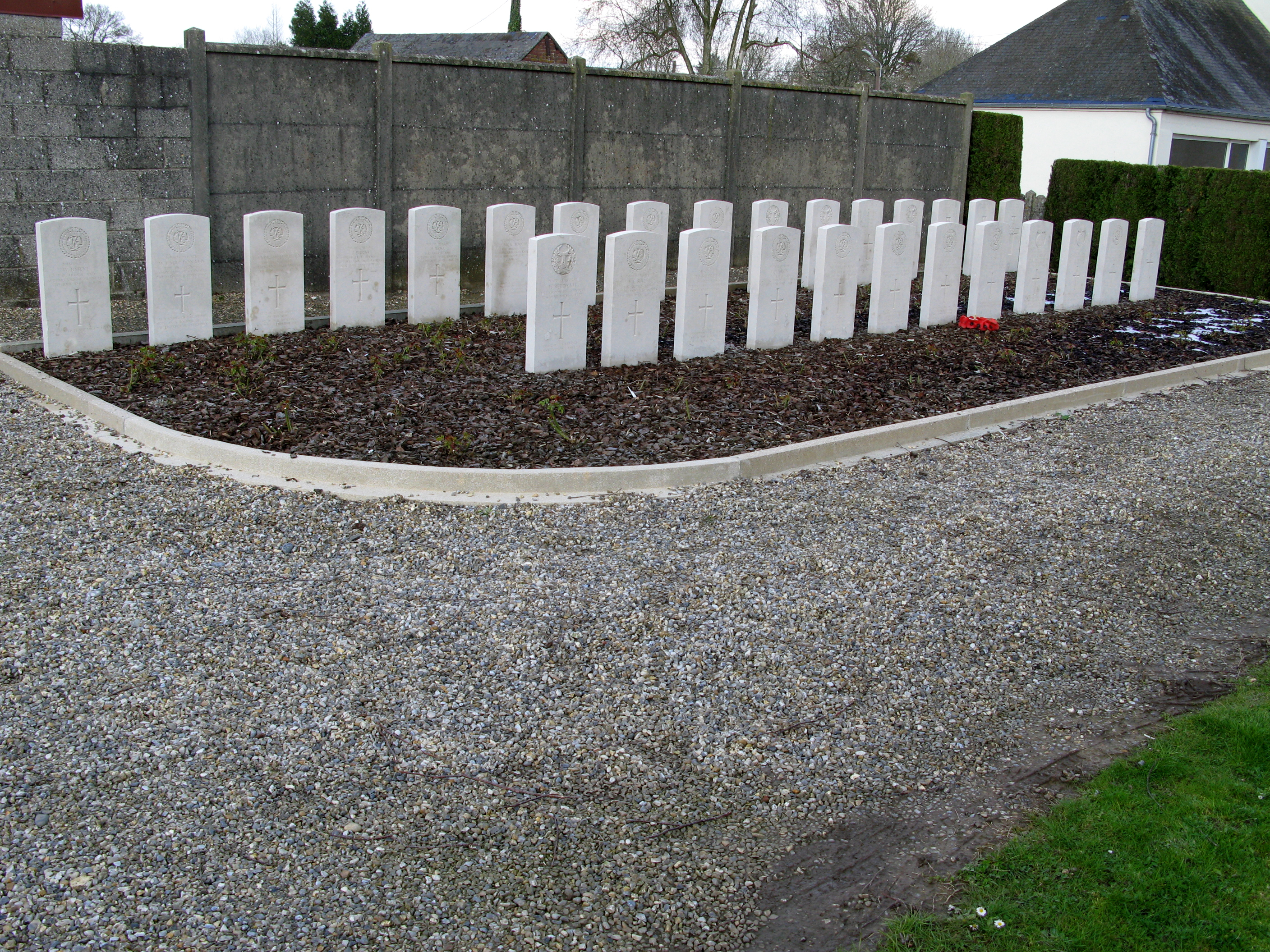
tombes militars

El 2009 hi havia una escola elemental integrada dins d'un grup escolar amb les comunes properes formant una escola dispersa.

## Poblacions més properes

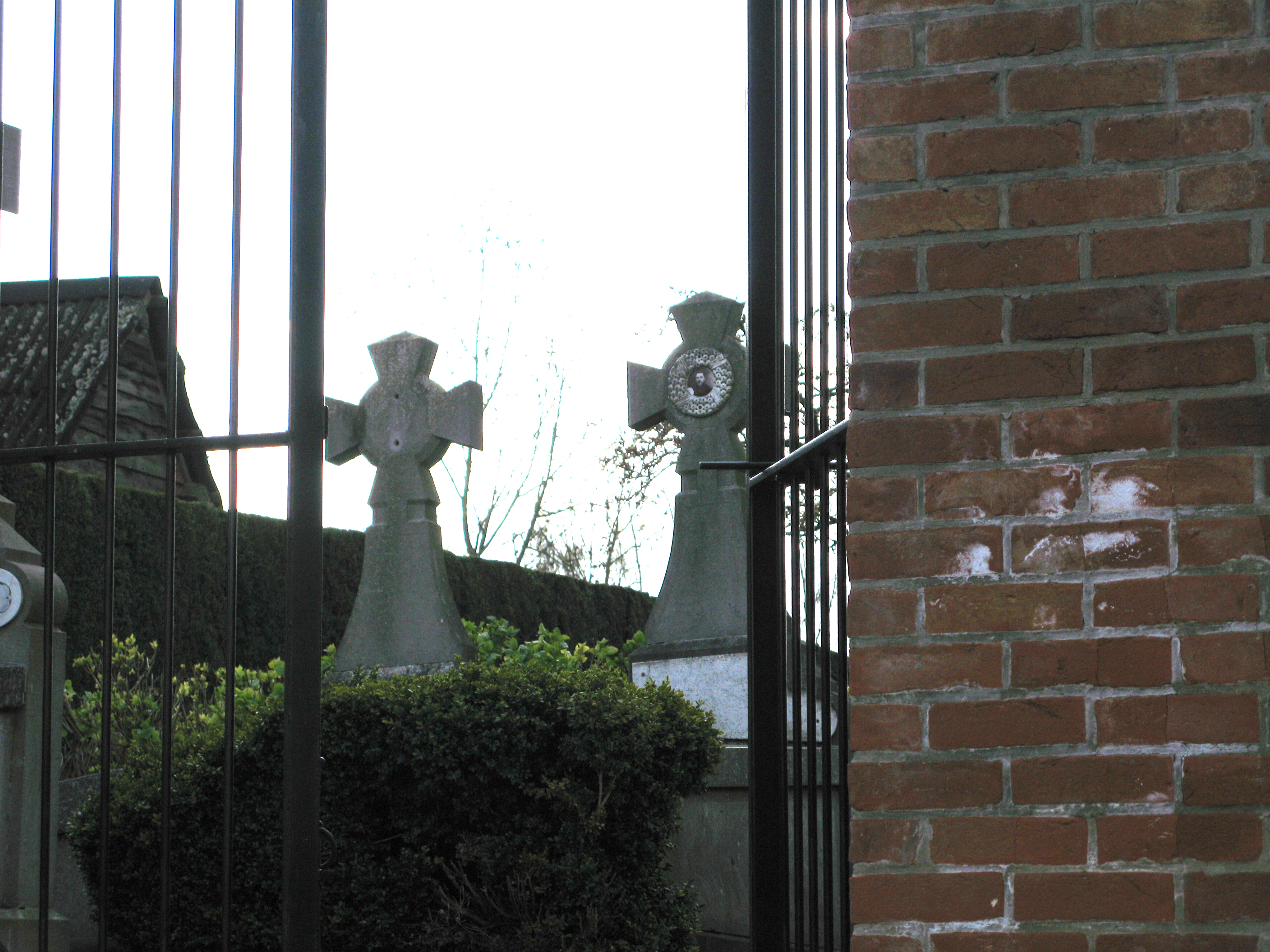

El següent diagrama mostra les poblacions més properes.